# اسپرس خاری پشمالو
اسپرس خاری پشمالو، اسپرس بینالودی (نام علمی: Onobrychis arnacantha) نام یک گونه از سرده اسپرس است.